# Ophidion barbatum
La doncella, gallito, pez sable o lorcha es la especie Ophidion barbatum, un pez marino de la familia Ophidiidae distribuido por la costa este del océano Atlántico, desde el sur de Inglaterra hasta Senegal, además de por el norte del mar Mediterráneo. Sin interés pesquero.

## Anatomía
Tiene el cuerpo alargado anguiliforme típico de los peces de esta familia, con bigotes bajo la boca y con una longitud máxima de 25 cm.

## Hábitat y forma de vida
Vive en el mar pegado al fondo, en aguas no demasiado profundas subtropicales de hasta un máximo de 150 metros de profundidad. Es una especie ovípara, que deposita los huevos flotando en una masa gelatinosa.